# 1970 في ليبيا
فيما يلي قوائم الأحداث التي وقعت خلال عام 1970 في ليبيا.

## سياسة

### تعيين في المنصب
- 16 يناير – معمر القذافي رئيس وزراء ليبيا.

## مواليد

### يناير
- 1 يناير – عطية الله الليبي
- 1 يناير – محمد القذافي سياسي ليبي.

## وفيات

### يناير
- 1 يناير – محمود المنتصر (مواليد 1903)